# Погорцы (Поставский район)
Погорцы (белор. Пагарцы) — деревня в Новосёлковском сельсовете Поставского района Витебской области Белоруссии. Население — 1 человек (2019).

## География
Деревня расположена в 12 км от города Поставы и в 5 км от центра сельсовета.

## История
В 1873 году —  в Маньковичской волости Вилейского уезда Виленской губернии,  69 душ.
В 1905 году- 282 жителей и 365 десятин земли.
В результате советско-польской войны 1919—1921 гг. деревня оказалась в составе Срединной Литвы.
С 1922 года — в составе Маньковичской гмины Виленского воеводства Польши (II Речь Посполитая).
В сентябре 1939 года деревня была присоединена к БССР силами Белорусского фронта РККА.
С 15 января 1940 года — в Новосёлковском сельсовете Поставского района. Вилейской области БССР.
С 16.07.1954 года — в Юньковском сельсовете.
В 1963 году — 42 двора, 103 жителя, начальная школа, библиотека.
С 27 сентября 1991 года — в Лукашовском сельсовете.
С 24 августа 1992 года — в Новосёлковском сельсовете.
В 2001 году — 14 дворов, 20 жителей, в колхозе имени Суворова.